# Théâtre de la Renaissance

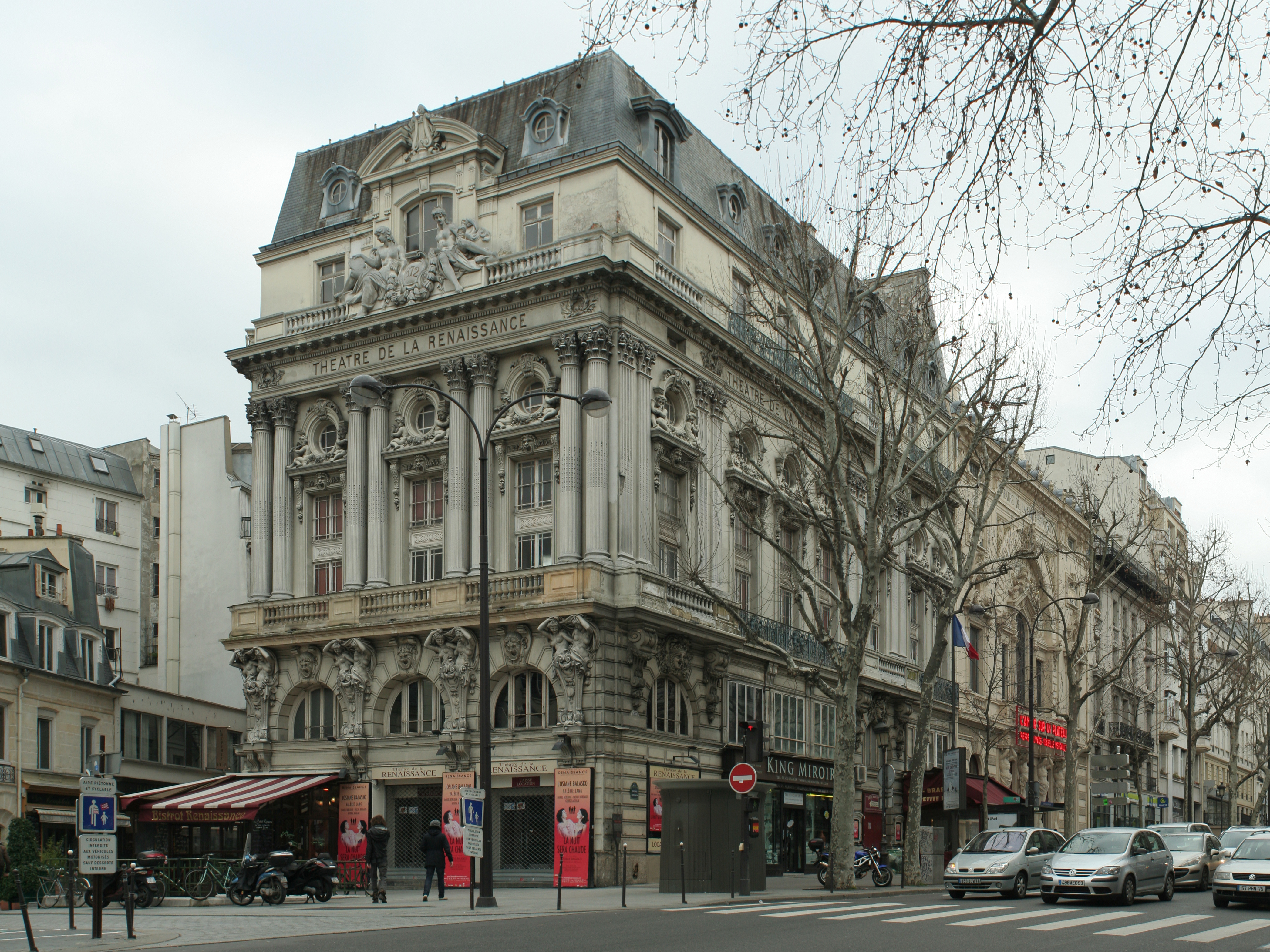
Ansicht des Théâtre de la Renaissance

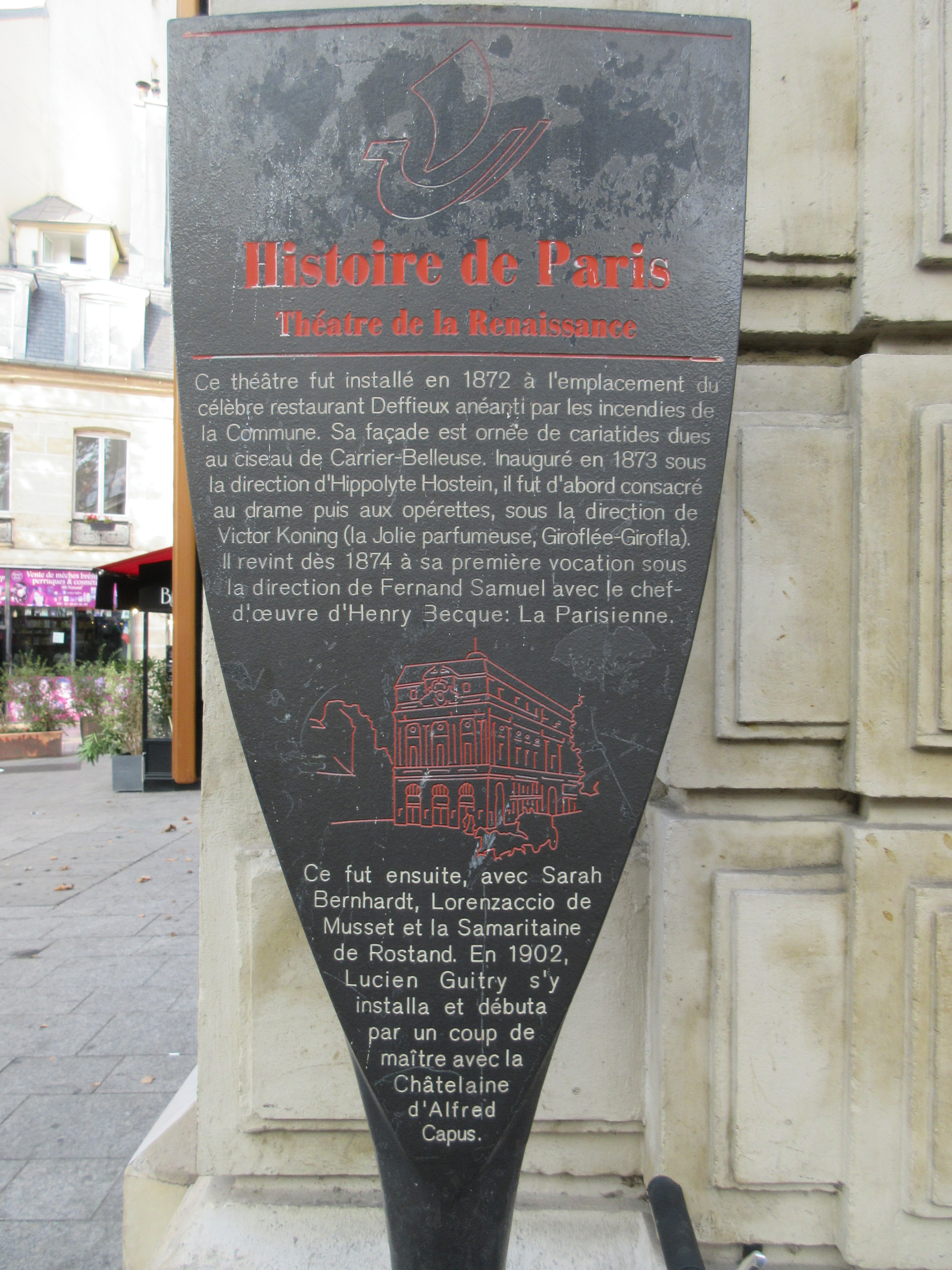
Informationstafel vor dem Theater

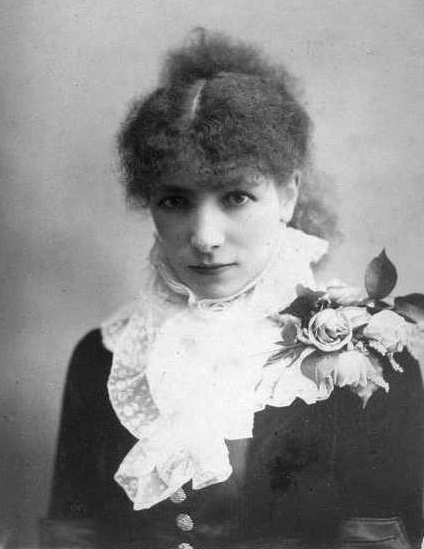
Sarah Bernhardt

Das Théâtre de la Renaissance ist ein Theaterbetrieb in Paris. Er liegt am Boulevard Saint-Martin 20, an der Einmündung der Rue Bondy, im 10. Arrondissement.

## Die Truppe
Das erste Théâtre de la Renaissance war eine Schauspieltruppe, die von 1839 bis 1841 bestand und auf Initiative von Victor Hugo und Alexandre Dumas ins Leben gerufen wurde. Bespielt wurde der Salle Ventadour, zu dessen Betrieb ein Verein gegründet wurde. Es wurden dann auch beispielsweise Ruy Blas von Hugo und L’Alchimiste von Dumas uraufgeführt, dessen bekanntestes Gesicht Frédérick Lemaître war.
Der Name Théâtre de la Renaissance flammte im Jahr 1867 nochmals kurz auf, als der Direktor des Théâtre-Lyrique versuchte, in einer Spielpause des Théâtre-Italien, das den Salle Ventadour bespielte, dort Fuß zu fassen.

## Das Haus
Im Jahr 1872 wurde das heutige Haus vom Architekten Charles de Lalande auf der Ruine des Restaurant Deftieux, das bei den Kämpfen um die Pariser Kommune zerstört wurde, erbaut. Für die Fassadengestaltung zeichnete Albert-Ernest Carrier-Belleuse verantwortlich, mit den für ihn typischen, monumentalen Karyatiden.
Der Innenraum war großzügig gestaltet, aber in Anbetracht der kurzen Planungszeit, war der Architekt gezwungen, eine eher improvisierte Konstruktion zu wählen. Bei der Aufteilung der Räumlichkeiten zeigte Lalande sein ganzes Können. Er schuf eine nicht allzu große, ebenerdige Bühne und er verlegte das Foyer in das Obergeschoss. Statt eines Orchestergrabens gab es im zweiten Obergeschoss eine Orchesterloge, die senkrecht über der Vorderbühne abschloss. Man betrat das Gebäude über einen Korridor, der eine leichte Steigung hatte, um über zwei kleine, seitliche Treppen in das Foyer zu gelangen. Das konnte auch nur funktionieren, da der Boulevard in diesem Bereich ein starkes Gefälle aufwies. Über diese Treppen wurden ebenso die Logen erschlossen.
Die Dekoration des Saals, der 1200 Sitzplätze aufwies, war in Weiß und Gold gehalten, was als sehr elegant galt. Weiterhin waren dort die gleichen Karyatiden wie an der Fassade verbaut. Lediglich die Malereien an Wand und Decke waren mittelmäßig.
Larousse vermerkte, dass das Haus eher für die Operette denn für das Melodram geschaffen sei.
Die Elektrifizierung erfolgte 1877 und die Beleuchtung wurde auf Kohlefadenlampen umgestellt. Insgesamt waren 766 Lampen im Einsatz, wovon im Saal 140, auf der Bühne 468 und in den restlichen Räumen 158 Lampen installiert waren. Das entsprach einer Lichtstärke von etwa 8.038 Candela.

## Das Repertoire
Nach Aufnahme des Spielbetriebs im Jahr 1873 wurden zeitgenössische Operetten und Vaudevilles gegeben. Das änderte sich, als im Jahr 1893 Sarah Bernhardt das Theater erwarb. Als Schauspielerin bediente Bernhardt das gesamte Genre von Drama bis Lustspiel, aber keine Gesangsdarbietungen und entsprechend wurde das Programm umgestellt. Sie führte das Theater unter ihrem Namen bis in das Jahr 1899, das dann wieder in Théâtre de la Renaissance umbenannt wurde. Es kamen nun neben dem bewährten Programm auch Opern zur Aufführung, die aber nach der Übernahme durch Cora Laparcerie, die das Theater zwischen 1913 und 1928 führte, endgültig aus dem Programm verschwanden.

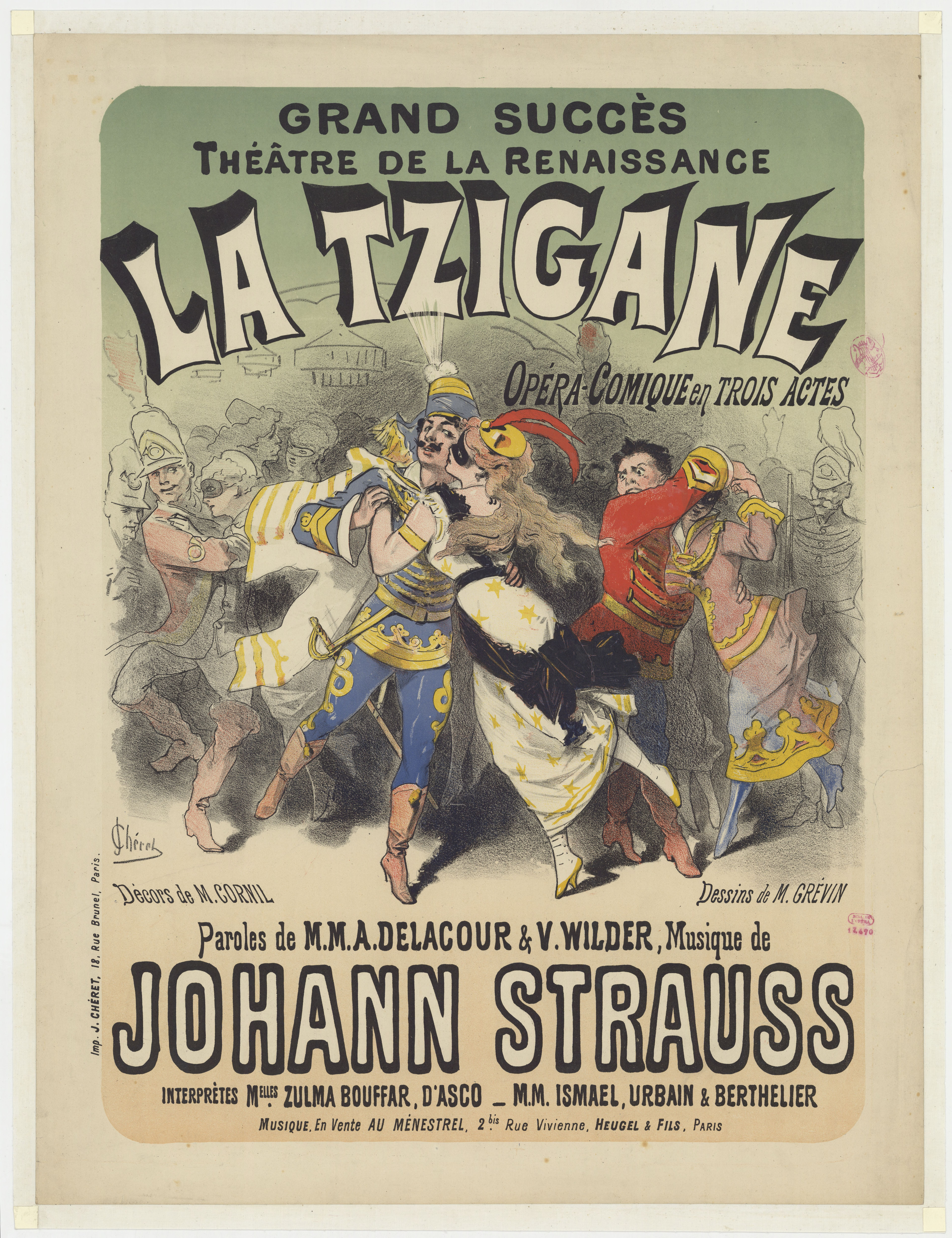
Der Zigeunerbaron 1877
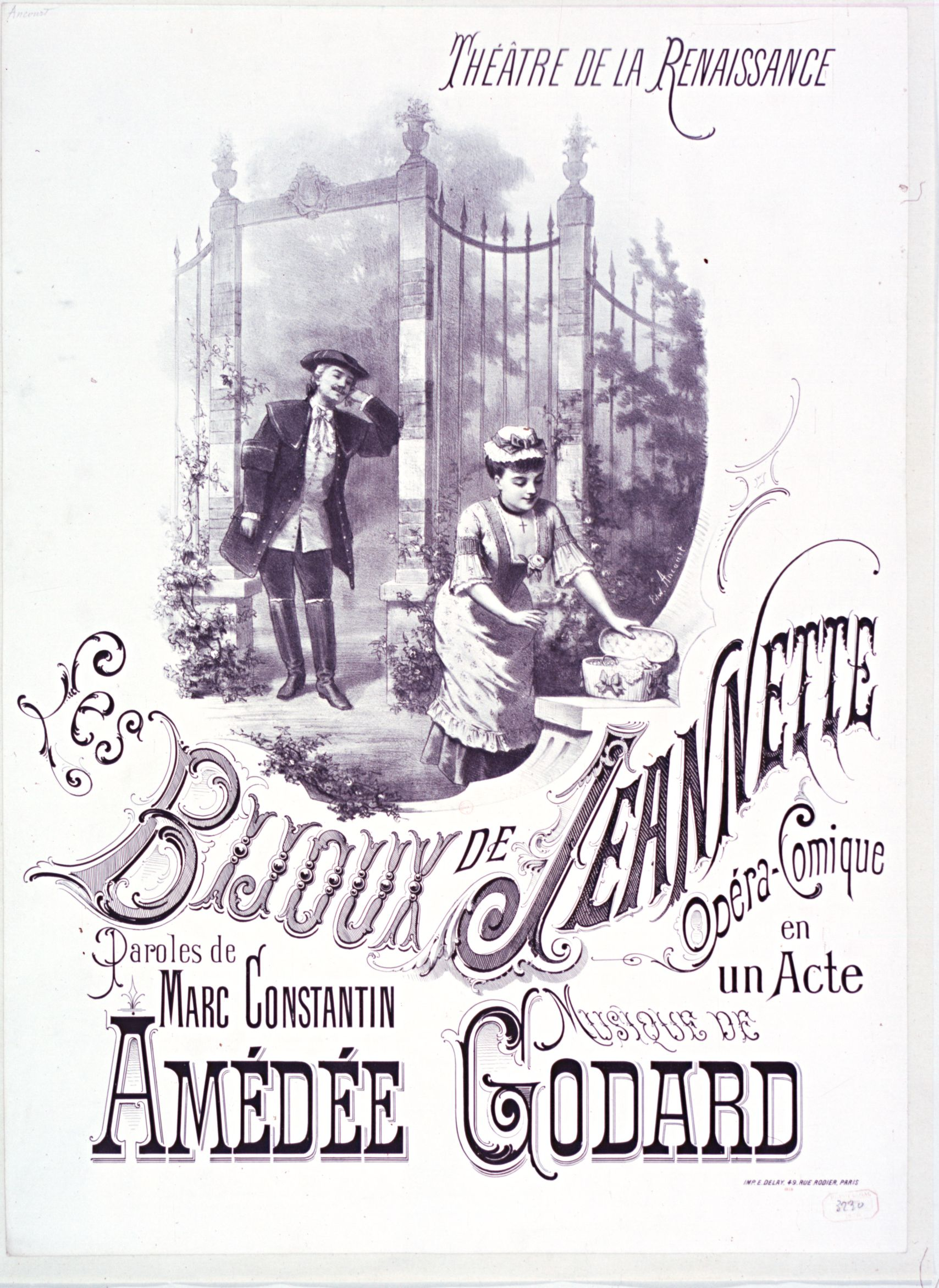
Les Bijoux de Jeannette 1878
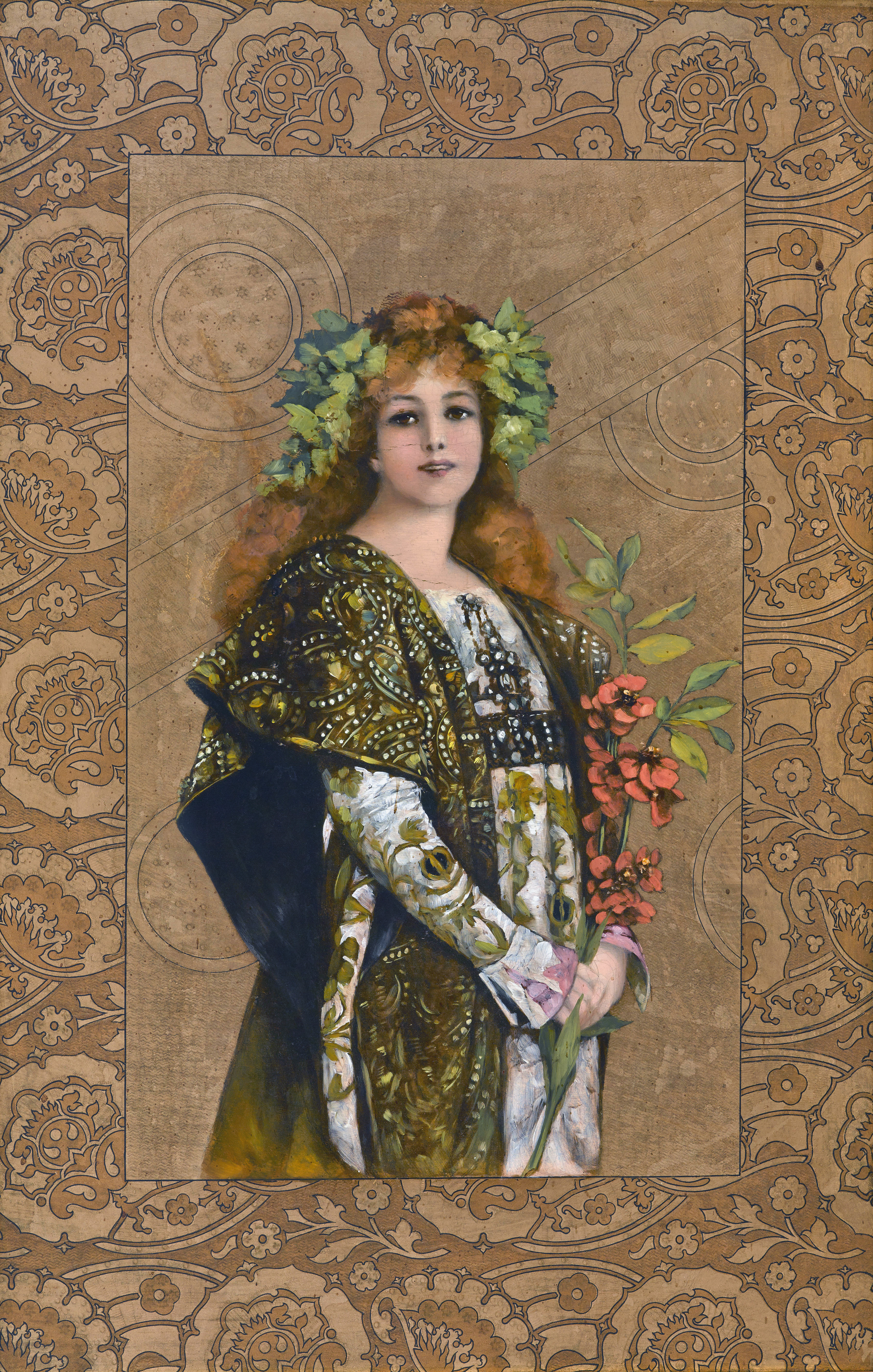
Sarah Bernhardt in Gismonda 1894
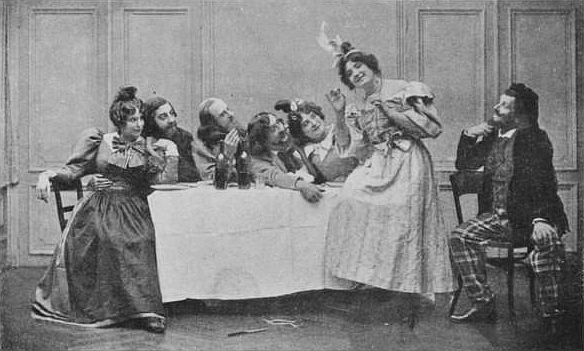
La Bohème 1899
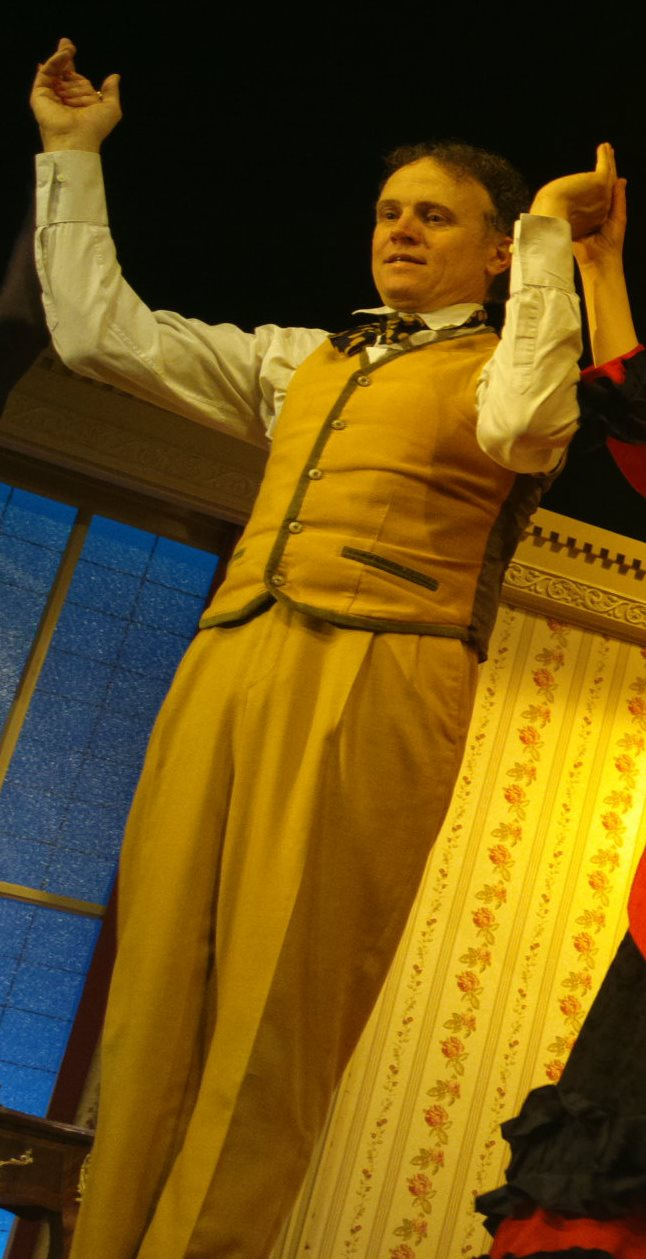
Thé à la menthe ou t’es citron 2014

Das Theater besteht bis zum heutigen Tag unter wechselnder Leitung. Nach wie vor werden neben Lustspielen und Komödien auch Dramen und politische Stücke dargeboten.